# Síndrome de Sweet
A Síndrome de Sweet (SS) ou dermatose neutrofílica febril aguda é uma doença que atinge a pele e caracteriza-se por placas eritematomas em regiões de face e membros superiores, tronco, sem simetria, por vezes dolorosas em associação com uma leucocitose e febre. Foi descrita por Robert Douglas Sweet.